# Raoul Ratnowsky
Raoul Ratnowsky (* 10. Juli 1912 in Zürich; † 2. August 1999 in Arlesheim) war ein Schweizer Bildhauer.

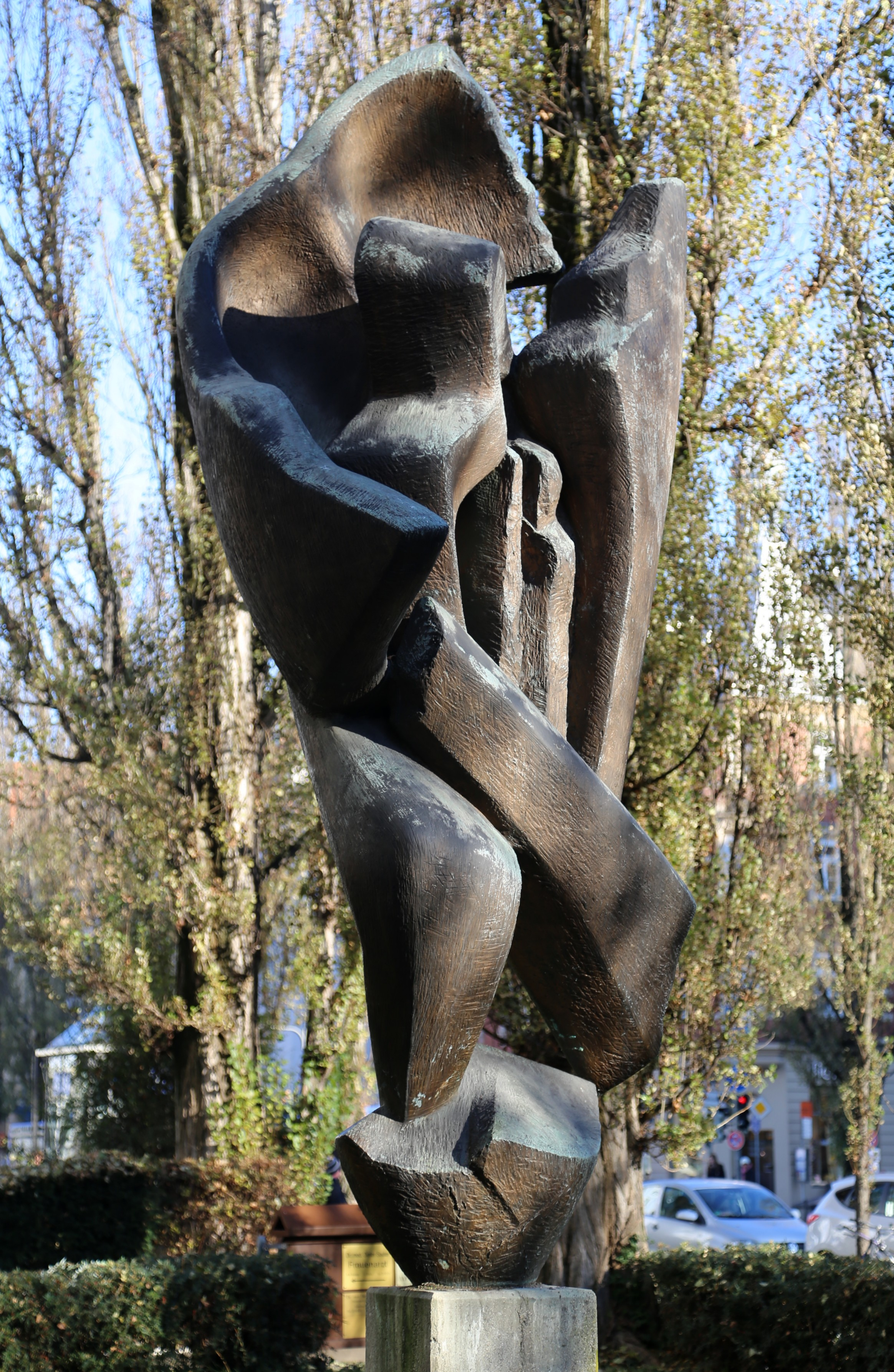
Der Schwere enthoben, 1976/77, München-Schwabing

## Leben
Raoul Ratnowsky war ein Sohn des Physikprofessors Simon Ratnowsky. In Küsnacht wuchs er mit seiner älteren Schwester und späteren Künstlerin Nora auf.
1925 übersiedelte die Familie nach Winterthur. Dort besuchte er das Gymnasium. Nach der Schulzeit war Ratnowsky ein Jahr als Kunstkritiker bei einer Zeitung beschäftigt. Danach wandte er sich der Bildhauerei zu und nahm bei verschiedenen Bildhauern Unterricht. 1933 stellte er erstmals aus. Ein darauffolgendes Stipendium führt ihn nach Rom und Florenz, später nach Paris und Chartres.
Seit 1934 unterhielt Ratnowsky eigene Ateliers in St. Gallen und Zürich. 1937 begegnete er dem Dichter Albert Steffen, von dem er viele Anregungen für seine weitere künstlerische Arbeit erhielt und den er später modellierte. Viele Kunstreisen ins Ausland folgten in den 1940er Jahren. In dieser Zeit wandelte Ratnowsky seinen künstlerischen Ausdruck vom Figurativen zu mehr und mehr freien Formen. 1952 übernahm er die Leitung der Plastizierschule am Goetheanum in Dornach bei Basel, wo er eine Bildhauer- und Werklehrerausbildung initiierte.
Raoul Ratnowsky erhielt 1956 seinen ersten Auftrag für eine Grossplastik. Sie wurde am Stausee Zervreila in den Bündner Alpen in 1000 Meter Höhe aufgestellt. Mit dieser Arbeit gelang dem Künstler ein ganz neuer Schritt plastischer Gestaltung, mit dem er große raumgreifende Flächen in den Zusammenhang der natürlichen Umgebung stellt. Die 4,40 Meter hohe Skulptur war von Ratnowsky als eine Art Schutzmotiv gedacht, für ein Tal, das durch den Bau des Kraftwerkes einen gewaltigen Eingriff in sein Lebensgefüge erfuhr.
Aus der Begegnung mit Hermann Abele, im Jahr 1956, entwickelte sich eine Freundschaft, die zu einer jahrelangen Zusammenarbeit führte. 1965 schenkte Abele dem Freund den Neubau für ein großes Atelier. Weitere Aufträge für Grossplastiken im öffentlichen Raum, viele davon auf verkehrsreichen Plätzen in Grossstädten oder im sozialen Wohnungsbau, folgten in München, Bad Godesberg, Frankfurt, Stuttgart oder Berlin. Neben seiner Arbeit fanden immer wieder zahlreiche Ausstellungen in verschiedenen europäischen Städten statt.
Nachdem Ende der 1970er-Jahre Mia Rist mit seiner langjährigen Mitarbeiterin Elke Dominik die Leitung der Plastikschule am Goetheanum übernommen hatte, konnte sich Ratnowsky dem Aufbau eines plastisch-therapeutischen Studiengangs widmen. Im Zuge dessen gründeten er und Hermann Abele die Raoul Radnowsky-Hermann Abele-Stiftung. Mit ihr wurde ein Ort geschaffen, an dem neben Seminaren für verschiedene künstlerische Richtungen und Ausstellungen, die Pädagogik und die künstlerischen Therapien gepflegt und weiterentwickelt werden sollten.

## Werk und Rezeption

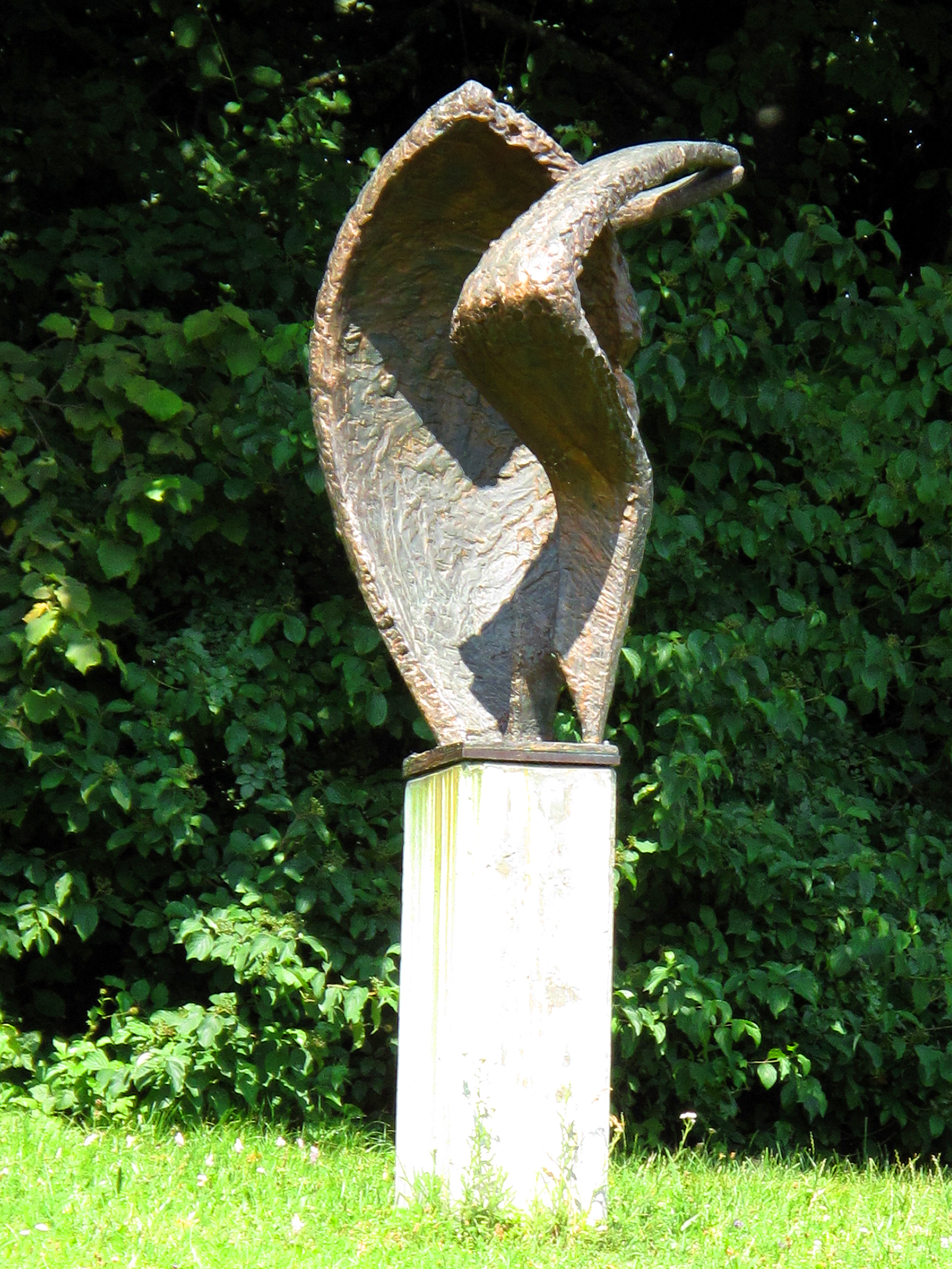
Raoul Ratnowsky: Räumeverwandlung, 1973

Hat Ratnowsky in seinen frühen Jahren vorwiegend mit Holz und Stein gearbeitet, wobei er diese mit der Axt oder dem Meissel bearbeitete, gab er später Materialien wie Bronze, Aluminium oder Beton den Vorzug. Waren seine frühen Holzplastiken in sanften, weichen Formen gehalten, hat man bei seinen späteren Bronzen und Grossplastiken den Eindruck, der Künstler müsse beweisen, dass nichts der lebendigen, gestaltenden Kraft widerstehen kann.
Der Prozess des Gestaltens ist für Ratnowsky nicht nur der Übergang von der Zweidimensionalität zur Räumlichkeit, sondern auch die Auseinandersetzung mit der Besonderheit des Materials und der Überwindung der Schwerkraft. In vielen seiner Arbeiten türmen sich lastende Massen auf schlanken Unterbauten. Die doppelt gekrümmten Flächen geben der Schwere Leichtigkeit.
Raoul Ratnowskys Kunst ist eine moderne und zeitgemässe. In ihr geht es dem Künstler weniger um die Abbildung des Physischen, sondern vielmehr um die Erfahrung seiner geistigen Bezüge. Sie erschliesst sich in der Ruhe und dem meditativen Erleben.

## Literatur

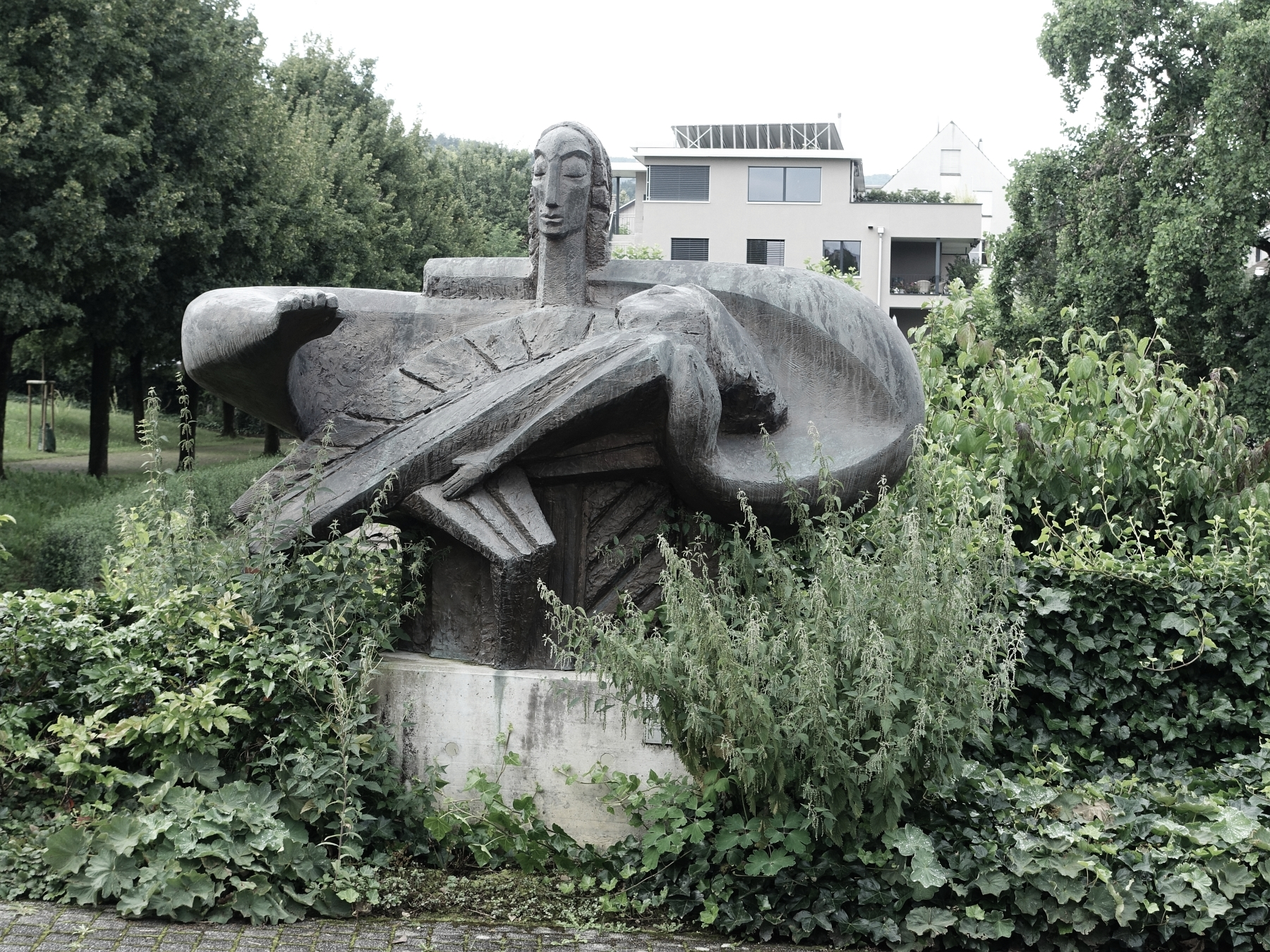
Plastik. Friedhof Dornach
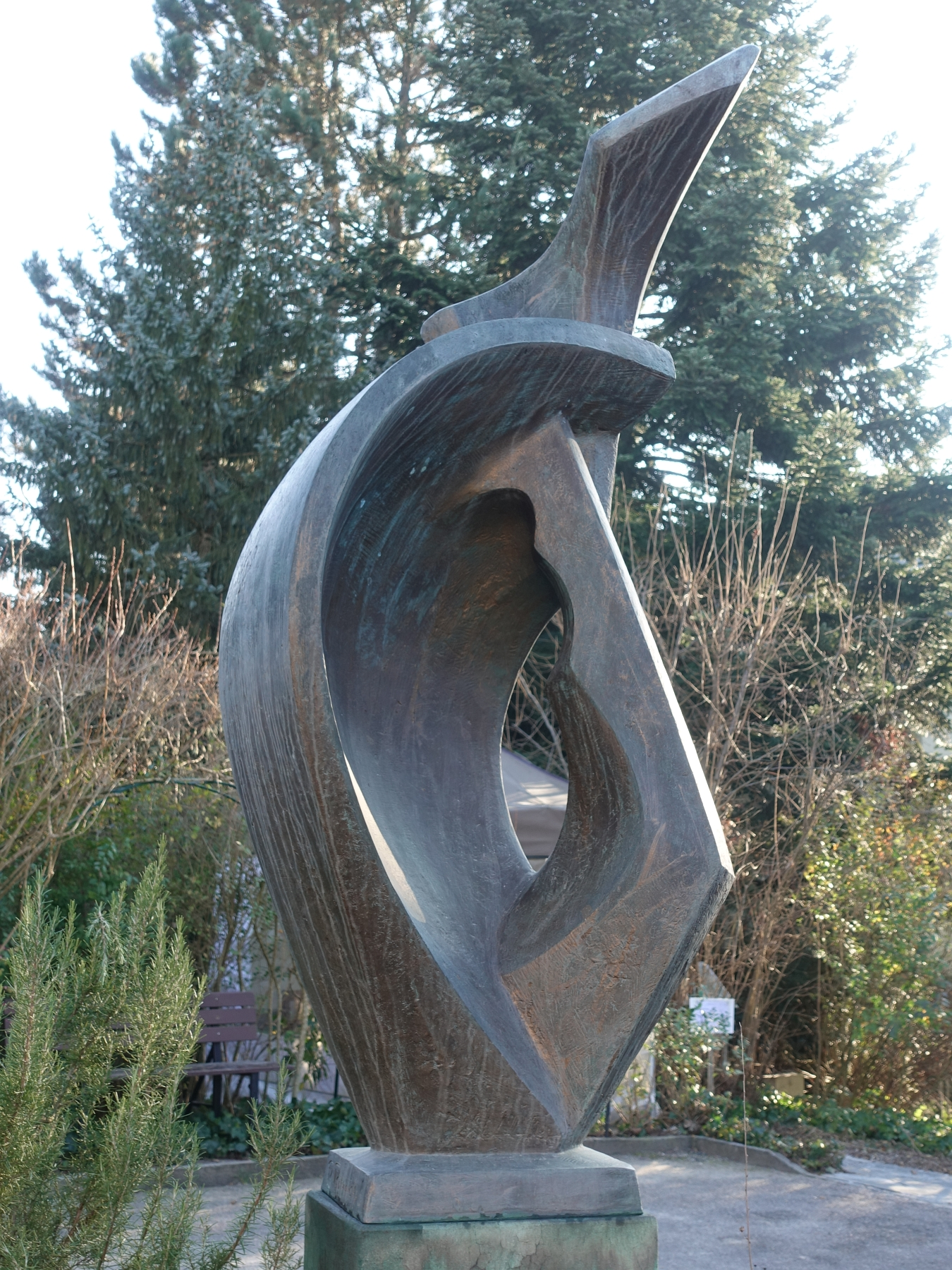
Plastik. Klinik Arlesheim
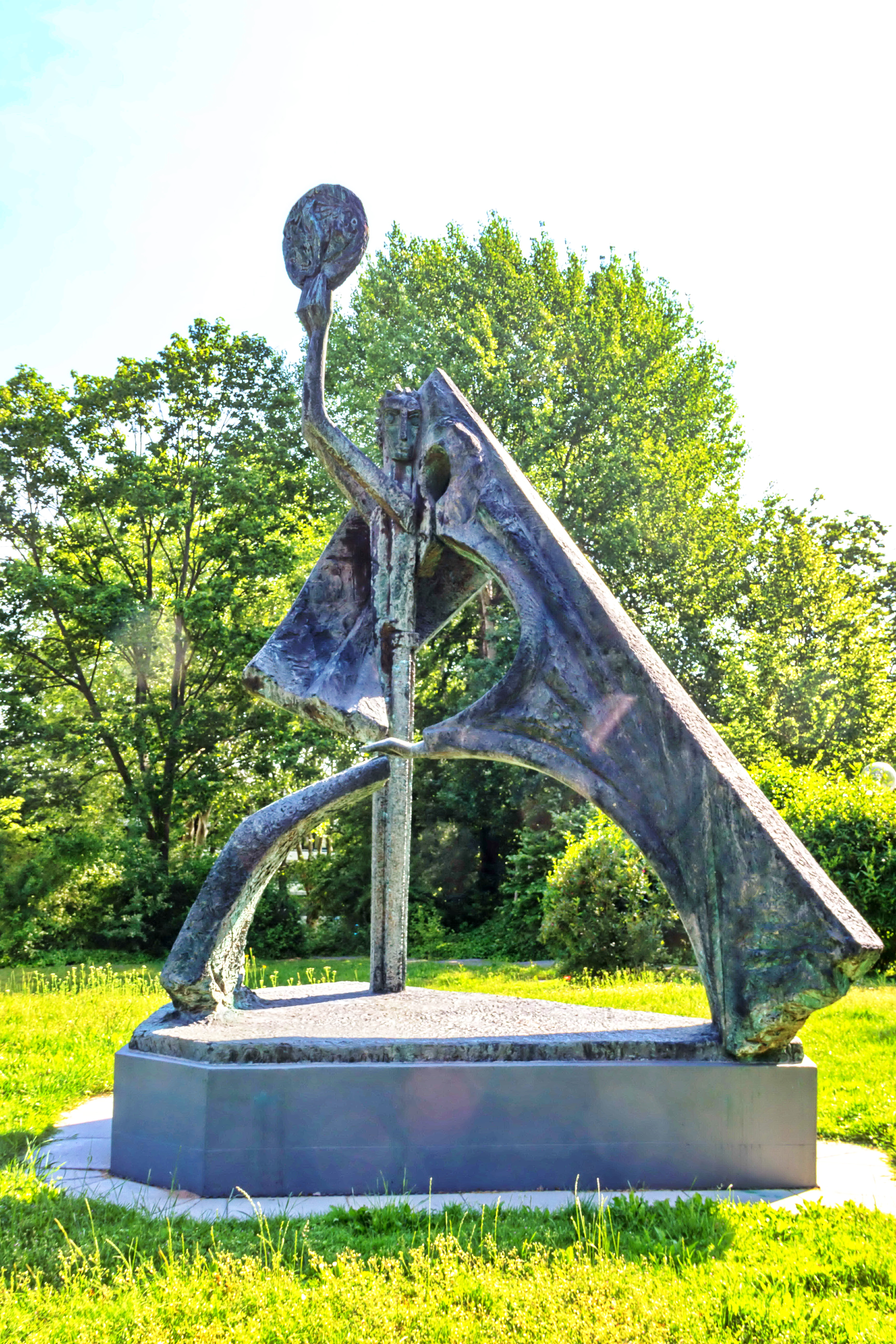
Grossplastik, Bonn